# NGC 2015
NGC 2015 ist die Bezeichnung für einen Offenen Sternhaufen vom Typ C1 im Sternbild Schwertfisch. Das zur Großen Magellanschen Wolke gehörende Objekt wurde am 24. November 1834 von John Herschel entdeckt.